# Tulayahaus
Das Tulaya-Haus ist ein denkmalgeschütztes Gebäude in der Stadt Bischofshofen, Bahnhofstrasse Nr. 40, im Bezirk St. Johann im Pongau im Bundesland Land Salzburg, Österreich.

## Geschichte
Das Haus wurde von 1930 bis 1933 als Atelier für den Fotografen Alexander Tulaya erbaut. Der Entwurf stammt von Marino Spangaro (1880–1962), einem Mitglied der Salzburger Baumeister-Innung, der sich um 1928 als Baubedarfshändler in Bischofshofen ansässig gemacht hatte.
Das Gebäude, heute im Besitz der Familie Lackinger und Drogerie, wurde 1985 mithilfe des Bundesdenkmalamtes renoviert.

## Architektur
Das Eckhaus ist ein zweigeschoßiger Baukörper, das Obergeschoß weit überhöht. Es hat einen übereckgestellten, konkav geschwungenem Eingangsbereich mit einer zweistufigen Treppe und halbrundem, (konvexen) Vordach. Ein Gesimsband trennt Erdgeschoß und Obergeschoß. Die ebenerdigen Auslagenfenster dieser Fassaden und das ebenfalls konkave Atelierfenster im Obergeschoß haben Sprossenteilungen aus Metall und teils halbrunde Faschen. Das Fenster links vom Eingang ist rund. Den oberen Abschluss der Fassade bildet ein stuckiertes Traufgesims. An einer Seite ist ein Wintergarten aus dem Obergeschoß herausgeschnitten. Die Fassade ist farblich in Altrosa und Neutralgrau mit weißen Faschen gehalten. Der untere Eingangsbereich ist Sichtbeton, der sich am Gebäudesockel fortsetzt.
Das Bauwerk ist ein typischer Vertreter der frühen Moderne, der schon Einflüsse des formalen Bauhausstils aufgreift. Der Fassadenaufbau entspricht in der Konzeption dem Kieselgebäude in Salzburg (Wunibald Deininger, 1924–26).